# Metroid Prime (trilogía)
Metroid Prime es una trilogía de videojuegos perteneciente a la saga Metroid de Nintendo. Dicha trilogía se considera una subsaga de la saga principal de juegos.
Con esta trilogía se ha adaptado el sistema de juego lineal de los Metroid a las 3 dimensiones. A diferencia de los capítulos en 2D, desarrollados por la propia Nintendo, Prime está desarrollada por un estudio americano con sede en Texas, Retro Studios.

## Capítulos de la trilogía
Metroid Prime está compuesta por tres videojuegos:
- I.- Metroid Prime (NGC, 2002; Wii, 2009).
- II.- Metroid Prime 2: Echoes (NGC, 2004; Wii, 2009).
- III.- Metroid Prime 3: Corruption (Wii, 2007-2009).

Gracias al éxito de la subsaga, se han lanzado otros títulos con el subtítulo Prime para la portátil Nintendo DS. Estos son: Metroid Prime Pinball y Metroid Prime: Hunters. Estos dos no guardan relación directa con la trilogía: Pinball emplea elementos de Metroid Prime 1 para desarrollar un curioso pinball y Hunters desarrolla una historia conmprendida entre Prime 1 y Echoes, pero que no guarda relación argumental. Además de una nueva entrega confirmada en el E3 2017 sin fecha de salida para la consola Nintendo Switch.

## La trilogía
La subsaga Prime se sitúa cronológicamente entre Metroid (NES, 1986) y Metroid II: Return of Samus (Game Boy, 1991).
La duración de la historia desarrollada a lo largo de los tres capítulos es de poco más de un año: entre cada capítulos transcurren 6 meses y en el último Samus queda inconsciente durante un mes (lo que hace un total de 13 meses).
La historia de la trilogía gira en torno a una sustancia denominada Phazon, un mutagénico de gran potencial que los Piratas espaciales intentan por todos los medios explotar y sacar el máximo provecho para mejorar sus ejércitos en todos los campos y crear mutaciones verdaderamente letales.
El objetivo de Samus Aran, la cazarrecompensas protagonista, es el de acabar con la contaminación del Phazon en varios planetas. En el último capítulos la propia Samus será corrompida con la sustancia, la cual le dotará de grandes poderes, mientras busca el origen del mutagénico, el planeta Phaaze. La destrucción de dicho lugar supondrá el final de la lucha de Aran contra el Phazon y así el final de la trilogía.

## La historia

### Antecedentes:Metroidy los sucesos posteriores
La Federación Galáctica contrata a Samus Aran para exterminar a todos los organismos denominados Metroids del planeta Zebes y así echar por tierra los planes de los piratas espaciales y su líder, Mother Brain (Cerebro Madre) de utilizar a las criaturas para atacar a la civilización galáctica. Samus debía también acabar con los soldados Ridley y Kraid del ejército pirata.
Cumplida la misión Samus y los supervivientes piratas abandonan Zebes. Pero lejos de haber sido vencidos, los piratas espaciales buscan un planeta donde poder establecer una nueva base militar y laboratorios. Poco tienen que buscar hasta dar con Tallon IV, lugar donde una vez vivieron los Chozo, seres mitad hombre mitad pájaro que dejaron los restos de su civilización y su legado tras abandonar el planeta. Casualmente, Samus Aran pasó su infancia bajo la tutela de los Chozo, tras la muerte de sus padres por un ataque pirata a su planeta natal K-2L. Samus fue inyectada con sangre chozo quienes la entrenaron para ser guerrera y la enfundaron un traje, el Traje Climático de Samus Aran. Pero Samus no se crio en Tallon IV, sino con los Chozo que vivieron en Zebes.
El motivo que hizo a los Chozo huir de su planeta fue precisamente el que hizo que los piratas espaciales se fijaran en Tallon IV: una sustancia, que los piratas denominarían Phazon, abundaba en el planeta y se trataba de un agente color azulado con asombrosas capacidades mutagénicas que, si no destruía todo rastro de vida, mutaba a las criaturas del planeta en formas crueles y peligrosas. Había llegado junto con un meteorito que hizo blanco en Tallon IV. Cuando la catástrofe del impacto había pasado los Chozo se dieron cuenta de que el meteorito había traído consigo la muerte, el Phazon. Lucharon contra él y lograron encerrar la fuente principal de la sustancia, el cráter del impacto, bajo un gran templo Chozo cuya entrada solo se abriría si se poseían los 12 artefactos Chozo necesarios. Pero pese a todos sus esfuerzos, los Chozo se vieron obligados a abandonar su hogar.
Los piratas espaciales construyen laboratorios en el planeta y ascensores para una comunicación más fácil entre las zonas del lugar, y así comienzan sus investigaciones del desconocido mutagénico con vidas autóctonas varias y con un cargamento de Metroids que habían conseguido salvar tras la frustración de sus planes en Zebes.

### Metroid Prime
Samus capta una señal de socorro de la fragata Orpheon de los piratas espaciales y se dirige allí para investigar. Cuando llega descubre que casi la totalidad de la tripulación ha sido aniquilada por los experimentos que estaban realizando. Tras acabar con una gran criatura (el Parásito Reina), se activa el sistema de autodestrucción de la nave. En su huida Samus pierde todas sus habilidades debido a una explosión y ve huir a su enemigo Ridley, resucitado por los piratas, al planeta Tallon IV, que se encontraba cerca de la fragata en ruinas.
Al llegar a la superficie Samus descubre los restos de una civilización que tuvo que abandonar su hogar por culpa de un horror. En el planeta Samus descubre una gran templo que, según los Chozo, contenía el gran horror, el gusano, que había acabado con tantas vidas en el planeta.
Samus se adentra en las ruinas de la civilización Chozo y poco a poco comienza a abrirse paso por las cavernas subterráneas Magmoor y las simas heladas de Phendrana al mismo tiempo que va recuperando su equipo. Así Samus descubre dos instalaciones piratas, los laboratorios principales de Phendrana y las minas de Phazon, cerca del cráter del impacto, instalaciones especialmente construidas para la extracción y experimentación del Phazon, y que los piratas se encuentran realizando experimentos con el Phazon del planeta aplicándolo a estudios varios, interesados especialmente en los Metroids.
Tras recuperar su equipo y adquirir numerosas mejoras, entre ellas un traje mutado con el propio Phazon, y desbaratar los proyectos de los piratas espaciales Samus se lanza a la búsqueda de los doce artefactos Chozo necesarios para abrir la entrada al cráter del impacto para así encontrarse con el origen de todos los problemas e intentar buscar una solución.
Cuando los consigue regresa al templo. Pero antes de abrir la entrada Samus es atacada por Ridley, resucitado como Meta Ridley, mejorado con armaduras y armas mutadas con Phazon. Tras acabar con él Samus accede al interior del cráter del impacto donde descubre una variación roja extremadamente letal del Phazon y se encuentra cara a cara con el origen de todo el mal: el denominado Metroid Prime.
Tras una dura batalla Samus logra derrotar a la criatura y huir del cráter. En su intento por escapar Samus es temporalmente retenida por los restos moribundos del Metroid Prime que le quitan su traje de Phazon.
Finalmente Samus logra escapar y abandona en su nave el planeta habiendo restaurado el equilibrio del lugar. Poco a poco Tallon IV se recupera de la catástrofe.
Pero en lo más profundo del cráter del impacto, en los restos del Metroid Prime se engendra una nueva pesadilla, una pesadilla más cercana a Samus que nunca...

### Metroid Prime 2: Echoes
Seis meses después de la aventura de Samus en Tallon IV, la cazarrecompensas es contratada por La Federación Galáctica para ir en busca de un batallón de marines federados y prestarles asistencia. La Federación hacía 8 días que había perdido el contacto con una fragata en el planeta Éter.
Samus llega al planeta. Realiza un aterrizaje forzoso y la nave queda inutilizada, la cual rápidamente inicia el lento proceso de autorreparación.
Samus comienza a explorar la zonas cerca de la nave y descubre unas instalaciones de la federación. Según avanza es atacada por varios soldados aparentemente muertos. En lo más profundo de las instalaciones descubre varias cantidades de Phazon, pero hay algo más... descubre una forma sombría está absorbiendo estas cantidades de Phazon. Rápidamente Samus ve qué es: se trata de una forma siniestra creada por Phazon a imagen y semejanza de la propia Samus Aran: Samus Oscura, resurrección del derrotado Metroid Prime que había logrado sobrevivir gracias a absorber el traje de Phazon de Samus en su huida del cráter de Tallon IV. Samus descubre algo más, una especie de portal en el que se adentra Samus Oscura. Aran la sigue y es transportada a una especia de lado oscuro de las instalaciones. Rápidamente regresa a través del portal y continúa con su investigación.
Samus logra encontrar la fragata accidentada de la Federación con toda su tripulación muerta. Los informes de los marines son aterradores. Samus continúa hasta dar con un templo. En el interior encuentra una forma de vida que se muestra pacífica. Se trata de U-Mos, de la raza de los Luminarios, pobladores del planeta. U-Mos habla con Samus y le cuenta qué ha ocurrido al mismo tiempo que le pide un favor. Un meteorito había caído en Éter y había empezado a contaminar el planeta con la sustancia que portaba, que no era otra que el Phazon. Por si fuera poco, el choque del meteoro había provocado una fisura interdimensional que había realizado una "copia oscura" de Éter: Éter Oscuro que había dado lugar a la aparición de una especie conocidos como la Horda. Inmediatamente estalló la guerra entre los Luminarios y los guerreros de la Horda por el control del lado no-oscuro de Éter. La Horda había logrado arrebatar a los Luminarios la energía de sus templos que se hallaban ahora en los templos del lado oscuro. El favor de U-Mos no era otro que recuperar a energía robada y eliminar al Emperador Oscuro, jefe supremo de la Horda.
Samus, por supuesto, acepta la misión y rápidamente se pone manos a la obra abandonando el cometido de la Federación Galáctica, pues poco podía hacer por la ya derrotada armada federada.
A medida que Samus avanza en su aventura por los yermos de Agón, las ciénagas de Torvus y el inmenso espacio tecnológico de la Fortaleza y sus respectivos lados oscuros va adquiriendo sus poderes de costumbres y nuevas armas y visores de tecnología luminaria. Poco a poco va restaurando la energía de Éter según recupera las fuentes de energía robadas de la Horda en Ëter Oscuro. Pero Samus no solo tiene que hacer frente a los soldados de la raza oscura: su eco, Samus Oscura, y los piratas espaciales también dificultarán el propósito de Samus. Nuevamente los piratas espaciales están haciendo lo imposible por estudiar y sacar el máximo partido al Phazon, mienttas que Samus Oscura se dedica a alimentarse de la sustancia.
Samus se enfrenta a su enemiga en dos ocasiones a lo largo de la aventura. Cuando finalmente Samus obtiene todos sus poderes y recupera la energía de tres templos se dispone a encontrar las llaves para acceder al último templo, el Templo de Cielo, que no es otros sino el templo donde se encuentra U-Mos, pero en Éter Oscuro. Una vez localizadas todas las llaves Samus accede al templo donde se encuentra cara a cara con el Emperador Oscuro. Una vez derrotado Samus adquiere la última fuente de energía, por lo que Éter Oscuro entra en un estado inestable y se inicia la cuenta atrás para su destrucción.
En su huida Samus se topa con Samus Oscura y se entabla el combate definitivo. Tras ser derrotada, el eco de Samus se dispersa en el aire, parece que por fin está muerta. Samus huye rápidamente de Éter Oscuro antes de ser retenida por más soldados de la Horda.
Con la misión cumplida los Luminarios solo pueden mostrar su eterna gratitud a Samus quien regresa a su nave, por fin reparada, y abandona el planeta.

### Metroid Prime 3: Corruption
Han pasado 6 meses desde los sucesos ocurridos en Éter. En este tiempo la Federación Galáctica ha recogido muestras de los restos de Phazon del planeta de los Luminarios. Pero los piratas espaciales también han hecho lo propio y han cometido un error que maldecirán al principio, pero aclamarán con el paso del tiempo.
Samus se encuentra camino de la NFG Olimpo, nave insignia de la 7.ª flota de la Federación Galáctica. Hay una reunión concertada con el almirante Castor Dane y otros cazarrecompensas. En su llegada a la sala de reuniones de la nave Samus conoce a Ghor, Rundas y a Gandrayda cazarrecompensas muy aclamados sino igual que ella.
En la reunión se detalla la misión: varias Unidades Aurora, superordenadores orgánicos bases de la red de datos y comunicaciones de la Federación, han sido contaminadas con un virus pirata. Se confirma que hace 4 meses los piratas habían capturado la NFG Valhalla y apoderádose de la Unidad Aurora 313 que servía en la nave. Así lograron los piratas infiltrarse en la red de la Federación e implantar el virus. La UA 242 de la NFG Olimpo había sido la primera en recibir la vacuna pero quedaba la UA 217 del planeta Elysia. EL objetivo de los cazarrecompensas era el de restaurar las UA y estudiar las actividades piratas en los planetas de Bryyo y Elysia.
La reunión es interrumpida por un ataque pirata. Bajo las órdenes del almirante Dane, Samus y los demás participan en la defensa. Pero no solo la Olimpo está siendo atacada: los piratas han inutilizado un arma capaz de hacer blanco a objetivos interplanetarios en el planeta Norion, base de la 7.ª flota de la Federación y, por tanto, muy cercano a la Olimpo.
Samus baja al planeta y consigue resolver los problemas para volver a accionar el arma con la ayuda de los otros cazadores. No obstante la misión dista de ser fácil pues Samus debe compartir contra un batallón de piratas y tecnología pirata y nuevamente hacer frente a su archienemigo: Meta Ridley. Solo faltaba activar el arma en la sala de control. Una vez allí y a punto de cumplir con su cometido los cazarrecompensas son atacados por la resucitada Samus Oscura, más fuerte que nunca. Ésta logra derrotarlos con una explosión la Phazon. Samus Oscura abandona el lugar. Afortunadamente una muribunda Samus logra accionar el arma y evita que un meteorito cargado de Phazon haga blanco en Norion. Samus cae inconsciente al suelo.
Samus despierta después de un mes en coma y se encuentra que han modificado su Traje Climático: está dotado ahora de lo que la Federación ha llamado Pila De Phazon (PDP) que permite canalizar el Phazon del traje y mejorar temporalmente las armas y la resistencia de Samus (el hiperestado). Estos trajes están siendo usados además por Ghor, Rundas y Gandrayda y se han convertido en el estándar de un nuevo tipo de marine de la Federación, los Marines de Phazon.
Tras recuperarse Samus acude a una reunión con la UA 242 de la Olimpo que quería reunirse con ella. Samus tiene una nueva misión: la UA informa de en los planetas Bryyo y Elysia ha chocado un meteorito. Rundas fue enviado a Bryyo y Ghor a Elysia para destruir los meteoros llamados leviatanes, mientras que a Gandrayda se le asignó la misión de encontrar el planeta pirata. Pero se ha perdido contacto con todos ellos. La misión de Samus es acabar con las tareas de éstos y averiguar qué les ha ocurrido.
En cada planeta Samus irá adquiriendo sus poderes de costumbre y nuevas habilidades.
Samus viaja primero a Bryyo, hogar de la extinta civilización de los Reptilicus, solo sus ruinas quedaban después de numerosas guerras civiles. En este planeta debe desactivar las fuentes de energía que proporcionan escudo al leviatán, destruirlo y encontrar a Rundas. El planeta había sido tomado por los piratas espaciales cuyas instalaciones eran las que poseían las fuentes del escudo del leviatán. En mitad de su misión se ve atrapada por un batallón pirata en la zona de fuego de Bryyo. Pero Rundas acude en rescate de Samus. Se ha establecido contacto con él, pero lejos de alegrarse, Rundas ataca a Samus. Extraña, Aran observa a Rundas antes de que comience una batalla inminente. Tras la muerte de Rundas un alma negra se desprende del cadáver de éste: se trata de Samus Oscura que se había metido en su cuerpo. Samus prosigue con su misión y tras un duro trabajo accede al leviatán donde debe enfrentarse a un gólem de guerra reptilicus llamado Mogenar. Tras la batalla Samus recibe la Hiperesfera (Morfosfera con funciones compatibles con la PDP). Samus descubre y destruye el núcleo del leviatán. Así termina la corrupción de Bryyo.
Su siguiente objetivo es Elysia. El planeta está cubierto por una densa capa de nubes que impiden el contacto con la superficie del planeta. pero en la atmósfera del planeta flota Cielolab, un enorme centro de investigación creado por los Chozos. Habiendo abandonado Cielolab, las instalaciones están pobladas solo por los Elysios, seres mecanoides creados por los Chozo. Nuevamente, la semilla está protegida por un escudo. Lo primero que hace Samus es restaurar a la UA 217, pero por culpa de Ghor se pierde la conexión a la red. Así Samus caza a Ghor, poseído por Samus Oscura, y adquiere el cañón de Plasma con el que solda las conexiones. Con todo en orden la UA comunica a Samus que debe construir y lanzar una bomba sobre el leviatán para anular su escudo. En mitad de este cometido Samus descubre los xenolaboratorios de los piratas especiales en la zona más alejada de Cielolab, conocida como isla por estar separada de las otras instalaciones y accesible por el cielotrén. En estos laboratorios los piratas experiemntan con Metroides de Tallon IV y han dado lugar a una nueva especie de éstos llamados Metroides de Phazon. Finalmente Samus logra acceder al leviatán y destruirlo.
Según abandona este planeta la UA 242 se comunica con Samus para advertirla de que se ha encontrado el planeta pirata y de que en este también ha chocado un leviatán. Samus viaja allí y al poco de explorar algunas de las instalaciones piratas se enfrenta a Gandrayda, enloquecida por Samus Oscura. A medida que Samus avanza y recauda datos pirata, se da cuenta de que el leviatán ha chocado en el planeta pirata por voluntad de éstos y, peor aún, que los piratas espaciales están ahora liderados por Samus Oscura, mente del abordaje a la NFG Valhalla y de todos los planes piratas de casi los últimos 7 meses. También descubre gracias a un informe la fuente de todo el Phazon del universo: el planeta Phaaze es tan distante que solo se puede llegar a él a través de un agujero de gusano. tras destruir el leviatán del planeta pirata y acabar con el ejército del lugar gracias en parte por un ataque planeado por la Federación, ésta y Samus se ponen manos a la obra para llegar a Phaaze.
Gracias a un código adquirido en las ruinas de la localizada NFG Vallhalla, la Federación logra acerse con el control de una cría de leviatán en órbita alrededor del planeta pirata y viajar así a Phaaze. Mientras que la Federación se defiende del ataque pirata fuera del planeta Samus se adentra en éste para localizar y destruir definitivamente a Samus Oscura.
Localizada la guarida de la villana se entabla la batalla definitiva. Cuando Samus cree que ha derrotado a su eco, aparece la UA 313 robada de la Valhalla y Samus Oscura se fusiona con ella. Pero Samus logra salir victoriosa y tras la destrucción de la UA reaparece una moribunda Samus Oscura que, agonizante se destruye definitivamente.
Samus huye del planeta, que explota, junto con la Federación. Con la muerte del planeta y la de Samus Oscura, la cazarrecompensas cumple con su misión y acaba con su interminable lucha contra el Phazon. Lejos de celebraciones regresa a Elysia y allí recuerda a los fallecidos Ghor, Rundas y Gandrayda. Después se monta en su nave y abandona el planeta Elysia, ajena a que en la distancia es perseguida por una nave de aspecto siniestro...

### Misión cumplida: próximos capítulos
De acuerdo con la cronología ahora sucede Metroid II: Return of Samus donde la cazadora tiene la misión de exterminar a todos los Metroides de su planeta de origen, SR388 y exterminar a la Reina Metroid. Salvará una larva que entregará a la Federación para investigaciones, lo que dará pie a Super Metroid (SNES, 1994), que desembocará en Metroid: Other M (Wii, 2010) que da paso a un peligroso viaje en, Metroid Fusion (Game Boy Advance, 2002) y, terminando en Metroid Dread (Nintendo Switch, 2021) el último capítulo cronológica de la historia.